# Syritśke Persze
Syritśke Persze (ukr. Сирітське Перше) – wieś na Ukrainie, w obwodzie odeskim, w rejonie berezowskim, w hromadzie Znamjanka. W 2001 liczyła 67 mieszkańców.